# Auxèse (biologie)
Pour l’article homonyme, voir Auxèse.
L’auxèse (encore appelée auxesis en latin) est une augmentation de la taille de cellules végétales au niveau de la zone méristématique, principalement et au niveau de la coiffe, plus faiblement. Le plus souvent, l'auxèse est une augmentation de la longueur des cellules, mais aussi parfois de la largeur. L'auxèse d'une cellule végétale fait intervenir des hormones spécifiques dont l'auxine. Elle intervient dans la croissance végétale en association avec le processus de mérèse.